# دانييل دي فريس
دانييل دي فريس (بالهولندية: Daniel Rooseboom de Vries)‏ (12 أغسطس 1980 - ) هو لاعب كرة قدم هولندي.